# Jean Servais
Jean Servais (Amberes, 24 de septiembre de 1910-París, 17 de febrero de 1976) fue un comediante belga.

## Biografía
Después de estudiar derecho, se matriculó en el Conservatorio de Arte Dramático de Bruselas, donde ganó el segundo premio. Su talento dramático fue notado por Raymond Rouleau y fue contratado por el Teatro Marais para el que jugó en el mal de la juventud, el éxito en Bruselas y París. Luego se unió a la compañía de Jean-Louis Barrault y Madeleine Renaud.
El crimen de Jack Forrester (1932) es la primera película en la que gira. Durante la década de 1930, jugó Marius en Los Miserables (1934), tres películas adaptación de Raymond Bernard, protagonizó El canto de despedida (1934) y La vida es bella (1938). Después de la Segunda Guerra Mundial, se convierte en La Danse de mort de Marcel Cravenne (1948)
En la década de 1950, es el narrador cuya voz guía a la audiencia en la diversión de Max Ophuls (1952) y es impresionante en el papel de una carrera de principio a mafioso en Du rififi chez les hommes (1955) y interpreta a Alejandro Gual en La fièvre monte à El Pao de Luis Buñuel (1959).
Durante los años 1950 y 1960, Servais encontró la compañía Renaud-Barrault durante unos dramas como La Répétition ou l'amour puni (1950), Volpone (1955) y Marat-Sade (1966).
Durante la década de 1960, Servais jugó papeles menores en películas populares como Le Jour le plus long  (1962) y L'Homme de Rio (1964). Siguió a su vez en la década de 1970: uno en particular se ve en La Plus Longue Nuit du diable, una película italiana-belga de terror (1971) y Le Protecteur, una película que cuenta la historia de un padre que intenta sacar a su hija de la prostitución (1974).
Jean Servais murió el 17 de febrero de 1976 en París de un paro cardíaco, a la edad de 65 años, cuando acababa de someterse a una operación. Está enterrado en el cementerio parisino de Passy.

## Filmografía
- 1932 : Mater dolorosa de Abel Gance
- 1932 : Criminel, de Jack Forrester
- 1933 : La Voix sans visage, de Léo Mittler : Gérard
- 1934 : Les Misérables, de Raymond Bernard
- 1934 : Dernière heure, de Jean Bernard-Derosne
- 1934 : Angèle, de Marcel Pagnol
- 1934 : La Chanson de l'adieu, de Géza von Bolváry y Albert Valentin
- 1934 : Jeunesse, de Georges Lacombe
- 1934 : Amok, de Fédor Ozep
- 1935 : Bourrasque, de Pierre Billon
- 1935 : Une fille à papa, de René Guissart
- 1936 : Valse éternelle, de Max Neufeld
- 1936 : Les Réprouvés, de Jacques Séverac
- 1936 : Rose ou Les Quatre Roues de la fortune, de Raymond Rouleau
- 1936 : Gigolette, de Yvan Noé
- 1937 : Police mondaine, de Michel Bernheim y Christian Chamborant : Philippe Dancourt
- 1938 : La vie est magnifique, de Maurice Cloche
- 1938 : Terre de feu de Marcel L'Herbier : Maxime
- 1939 : Terra di fuoco de Giorgio Ferroni y Marcel L'Herbier, version italiana del anterior : Maxime
- 1939 : L'Étrange nuit de Noël, de Yvan Noé
- 1939 : Quartier sans soleil, de Dimitri Kirsanoff
- 1940 : Ceux du ciel, de Yvan Noé
- 1940 : Finance noire ou Guet-apens dans la forêt, de Félix Gandera
- 1941 : Fromont jeune et Risler aîné, de Léon Mathot
- 1942 : Mahlia la métisse, de Walter Kapps
- 1942 : Patricia, de Paul Mesnier
- 1943 : Tornavara, de Jean Dréville
- 1943 : La Vie de plaisir, de Albert Valentin
- 1946 : Amants sans amour (Amanti senza amore), de Gianni Franciolini
- 1946 : La Septième Porte de André Zwobada (voz en off)
- 1946 : La Danse de mort de Marcel Cravenne
- 1948 : La terre tremble (La Terra trema), de Luchino Visconti
- 1948 : Une si jolie petite plage, de Yves Allégret
- 1949 : Mademoiselle de La Ferté, de Roger Dallier
- 1949 : Le Furet, de Raymond Leboursier
- 1950 : Le Château de verre, de René Clément
- 1950 : Gauguin, de Alain Resnais (voix en off)
- 1951 : Toulouse Lautrec, de Robert Hessens (voix en off)
- 1952 : Loguivy-de-la-Mer, de Pierre Gout (voix en off)
- 1952 : Le Plaisir, de Max Ophüls
- 1953 : Tourbillon ou Tourbillon des passions, de Alfred Rode
- 1953 : Les Crimes de l'amour, sketch Mina de Vanghel de Maurice Clavel
- 1953 : Rue de l'Estrapade, de Jacques Becker
- 1954 : Le Chevalier de la nuit, de Robert Darène
- 1955 : Du rififi chez les hommes, de Jules Dassin
- 1955 : Les héros sont fatigués, de Yves Ciampi
- 1955 : Le Couteau sous la gorge, de Jacques Séverac
- 1956 : La Châtelaine du Liban, de Richard Pottier
- 1957 : La Roue, de André Haguet y Maurice Delbez
- 1957 : La Déroute, de Adonis Kyrou - documental - (voix en off)
- 1958 : Tamango de John Berry
- 1958 : Les Jeux dangereux, de Pierre Chenal
- 1960 : La fièvre monte à El Pao, de Luis Buñuel
- 1960 : Meurtre en 45 tours, de Étienne Périer : Maurice Faugères
- 1960 : Le Sahara brûle, de Michel Gast
- 1961 : Vendredi 13 heures (An einem Freitag um halb zwölf), de Alvin Rakoff
- 1961 : Les Menteurs, de Edmond T. Gréville
- 1962 : Les Frères corses (I Fratelli Corsi), de Anton Giulio Majano
- 1962 : Le crime ne paie pas de Gérard Oury, sketch L'Affaire Hughes
- 1962 : Le Jour le plus long (The Longest Day), de Ken Annakin
- 1962 : Le Sang des autres, de Mario Marret - cortometraje - (voix en off)
- 1963 : Chasse à la Mafia, de Jesús Franco
- 1963 : La Cage, de Robert Darène
- 1963 : La Soupe aux poulets, de Philippe Agostini
- 1964 : L'Homme de Rio, de Philippe de Broca
- 1964 : Un soir... par hasard, de Yvan Govar
- 1965 : Sursis pour un espion, de Jean Maley
- 1965 :  Thomas el impostor (Thomas l'imposteur), de Georges Franju
- 1966 : Le train bleu s'arrête 13 fois de Yannick Andréi, episodio : Menton, le fugitif
- 1966 : Les Centurions, de Mark Robson
- 1966 : Avec la peau des autres, de Jacques Deray
- 1968 : Coplan sauve sa peau, de Yves Boisset
- 1968 : Requiem pour une canaille (Qualcuno ha tradito), de Francesco Prosperi
- 1968 : Las Vegas, 500 millones, de Antonio Isasi Isasmendi
- 1968 : Une veuve dans le vent (Meglio vedova), de Duccio Tessari
- 1968 : Assis à sa droite (Seduto alla sua destra), de Valerio Zurlini
- 1968 : Les Dossiers de l'agence O de Marc Simenon, episodio : Le Docteur Tant-Pis (série TV)
- 1970 : Peau d'âne, de Jacques Demy (voz en off)
- 1971 : Paul Delvaux ou les femmes défendues, de Henri Storck (voix en off)
- 1971 : La Plus Longue Nuit du diable (La Notte più lunga del diavolo), de Jean Brismée
- 1973 : L'Affaire Crazy Capo , de Patrick Jamain
- 1974 : Le Seuil du vide de Jean-François Davy
- 1974 : La Couleur de la mer, de Gilles Béhat
- 1974 : Le Protecteur, de Roger Hanin
- 1974 : La Balançoire à minouches ou Un tueur, un flic, ainsi soit-il..., de Jean-Louis Van Belle

## Teatro
- 1931 : Le Mal de la Jeunesse, de Ferdinand Bruckner, en el Théâtre du Marais de Bruselas protagonizado por Raymond Rouleau con una repetición en el Théâtre de l'Œuvre de París.
- 1933 : Métro, adaptación de Georges Janin, dirigida por Georges Janin y Jean Servais, decoración de Félix Labisse en el Studio des Champs-Elysées
- 1936 : L'Éblouissement, puesta en escena por Vladimir Sokoloff en el Théâtre des Arts
- 1938 : Juliette de Jean Bassan, dirigida por Paulette Pax, Théâtre de l'Œuvre
- 1938 : Le Jardin d'Ispahan por Jean-Jacques Bernard, escenificado Paulette Pax, Théâtre de l'Œuvre
- 1938 : L'Homme de nuit de Paul Demasy, dirigida por Paulette Pax, Théâtre de l'Œuvre
- 1939 : Pas d'amis, pas d'ennuis de H. Terac, escenificado Paulette Pax, Théâtre de l'Œuvre
- 1942 : L'Enchanteresse, dirigida por Paulette Pax, Théâtre de l'Œuvre
- 1948 : Termidor de Claude Vermorel, dirigido por el autor, Théâtre Pigalle
- 1949 : Le Pain Dur de Paul Claudel, dirigida por André Barsacq, Théâtre de l'Atelier
- 1949 : Antígona de Jean Anouilh, dirigida por André Barsacq, Théâtre de l'Atelier
- 1949 : Héloïse y Abélard de Roger Vaillant, dirigida por Jean Marchat, Théâtre des Mathurins
- 1950 : La Répétition ou l'Amour puni por Jean Anouilh, dirigido por Jean-Louis Barrault, Théâtre Marigny
- 1951 : Baco de Jean Cocteau, Théâtre Marigny
- 1951 : Lazare de André Obey, dirigida por Jean-Louis Barrault, Teatro Marigny
- 1952 : La Répétition ou l'Amour puni por Jean Anouilh, dirigido por Jean-Louis Barrault, Théâtre des Célestins
- 1952 : L'Échange, dirigido por Jean-Louis Barrault, Théâtre des Célestins
- 1953 : Para Lucrèce de Jean Giraudoux, dirigida por Jean-Louis Barrault, Théâtre Marigny
- 1953 : Medea de Jean Anouilh, dirigida por André Barsacq, Théâtre de l'Atelier
- 1955 : Volpone de Jules Romains y Stefan Zweig después de Ben Jonson, dirigida por Jean-Louis Barrault, Théâtre Marigny
- 1955 : Judas de Marcel Pagnol, dirigida por Pierre Valde, Théâtre de Paris
- 1959 : Huracán en el Caine por Herman Wouk, dirigido por André Villiers, Théâtre des Célestins
- 1960 : La Nuit du 9 mars de Jack Roffey y Gordon Harbord, adaptación de Roger Feral, dirigida por Henri Soubeyran, Théâtre des Ambassadeurs
- 1962 : Hedda Gabler de Henrik Ibsen, dirigida por Raymond Rouleau, Théâtre Montparnasse
- 1966 : Marat-Sade de Peter Weiss, dirigida por Jean Tasso y Gilles Segal, Sarah Bernhardt Theatre
- 1970 : The Sky is down János Nyíri, puesta en escena János Nyíri, Theater Athénée
- 1971 : El amante inglés de Marguerite Duras, dirigida por Claude Régy, Théâtre Récamier
- 1971 : Juegos infantiles de Robert Marasco, dirigida por Raymond Gérôme, Théâtre Hébertot, con Curd Jurgens y Raymond Gérôme

## Radio
- 1956 : Le jongleur, la radio ficción de Alexandre Rivemale: Le jongleur (voz)

## Disco
- Voz del Coronel Olrik en el disco 33 Tours el Secreto del Pez Espada[1]